# Actinomyces naeslundii
Actinomyces naeslundii is een gram-positieve bacterie, die geassocieerd wordt met gingivitis.